# Świętomir Błociszewski
 Świętomir Błociszewski z Błociszewa i Brodnicy herbu Ostoja (zm. przed 1408 r.) – rycerz, dziedzic Brodnicy i Błociszewa w Wielkopolsce.

## Życiorys
Świętomir Błociszewski pochodził z Błociszewa w Wielkopolsce. Świętomir miał synów Mikołaja Błociszewskiego, kasztelana santoskiego i sędziego poznańskiego oraz Jana z Błociszewa. W roku 1395 dziedziczył w Brodnicy, kiedy jego sąsiedzi Będlewscy herbu Łodzia poręczyli Żydom 80 grzywien. Żydów tych w roku 1408 spłacił jego syn Mikołaj. Świętomir, jako właściciel Brodnicy występował w roku 1405. Już nie żył w roku 1408. Jego synowie Jan i Mikołaj ufundowali kościół w Błociszewie w 1408 roku a pierwszym plebanem został Piotr.